# مادهافا-كارا
مادهافا ( أو مادهافا - كارا ) هو طبيب هندي من القرن السابع أو أوائل القرن الثامن حيث ألف كتاب the Rug-vinischay و المعروف أيضا باسم مادهافا نيدانا والذي سرعان ما اكتسب أهمية كبيرة. يسرد المؤلف في هذا الكتاب من خلال 79 فصلا الأمراض مع أسبابها وأعراضها و مضاعفاتها . كما وضع فيه أيضا فصلا عن الجدري.